# Mencza Kyrniczewa
Mencza Kyrniczewa (bułg. Менча Кърничева) lub Mełpomena Dimitrowa Krniczewa (mac. Мелпомена Димитрова Крничева; ur. 16 marca 1896 w Kruszewie, Imperium Osmańskie, zm. 5 września 1964 w Rzymie) – aktywistka Wewnętrznej Macedońskiej Organizacji Rewolucyjnej, żona przywódcy tej organizacji Iwana Michajłowa, zabójczyni Todora Panicy.

## Życiorys
Urodziła się w Kruszewie w Imperium Osmańskim w rodzinie bułgarsko-arumuńskiej. Ojciec zajmował się wymianą walut w stolicy Księstwa Bułgarii Sofii, a następnie w Zaribrodzie (obecnie Dimitrovgrad w Serbii. Po upadku Powstania ilindeńskiego w 1903 matka uciekła z Menczą do Bułgarii.
W 1918 rozpoczęła studia w Monachium, które przerwała po zakończeniu I wojny światowej by powrócić do Bułgarii, gdzie związała się z kobiecym ruchem emigrantów macedońskich i zaczęła obracać się w kręgach związanych z Todorem Panicą.
Stopniowo stawała się coraz bardziej rozczarowana związkami Panicy z Międzynarodówką Komunistyczną i Królestwem Jugosławii, które jej zdaniem sprzeciwiały się działaniom bułgarskich działaczy niepodległościowych w Macedonii. Zbliżyła się do prawego skrzydła Wewnętrznej Macedońskiej Organizacji Rewolucyjnej (WMRO) i 15 marca 1924 wstąpiła do organizacji. Zgłosiła się na ochotnika do zamordowania Panicy i została przeszkolona przez Donczo Stupinowa i Petara Stanczewa.
8 maja 1925 dokonała zamachu na Todora Panicę w wiedeńskim Burgtheater strzelając trzykrotnie z rewolweru. Polecenie zostało wydane przez WMRO w związku z zamordowaniem przez Panicę działaczy WMRO Borisa Sarafowa i Iwana Garwanowa oraz jego współpracą z Międzynarodówką Komunistyczną.
Mord odbił się dużym echem w całej Europie. W związku z ciężką chorobą Mencza została skazana jedynie na 8 lat więzienia co było minimalną możliwą karą w Austrii. Sąd Najwyższy Austrii orzekł, że w związku z ciężką gruźlicą, chorobą nerek i reumatyzmem skazana nie może odbyć kary. Pod koniec 1925 została zwolniona z więzienia i wydalona z Austrii.
25 grudnia 1926 wyszła za mąż za przywódcę WMRO Iwana Michajłowa, z którym wyemigrowała najpierw do Turcji, następnie do Polski i na Węgry. W 1941 zamieszkali w stolicy Niepodległego Państwa Chorwackiego. Po tym jak ostatni raz odwiedziła Macedonię w 1944, przeniosła się wraz z mężem do Rzymu gdzie mieszkała do śmierci w 1964.